# Heinrich Kaphan
Heinrich Kaphan (* 31. März 1893 in Środa Wielkopolska; † 17. Juli 1981 in Rolândia) war einer der wenigen jüdischen Landwirte in Pommern. 1936 wanderte er zusammen mit seiner Frau Käte (* 6. April 1906; † 6. Juni 1995), einer Schwester von Ernst Moritz Manasse nach Brasilien aus und war einer der Pioniere von Rolândia.

## Pommern
Heinrich Kaphan war Soldat im Ersten Weltkrieg und soll bereits während dieses Krieges als Landwirt in Rumänien tätig gewesen sein. Bei einem anderen jüdischen Landwirt in Pommern, Kurt Hirsch, hatte Kaphan seine Ausbildung zum Landwirt erhalten.
Um 1920 kaufte Heinrich Kaphan ein Anwesen in Zabinek und heiratete kurz darauf Käte Manasse, die Tochter von Georg Meyer Manasse (* 24. Juli 1870 in Dramburg – † 1935), einem Getreidehändler aus Drawsko Pomorskie, dem früheren Dramburg. Fünf Jahre später musste das Ehepaar das Haus verkaufen, und Heinrich Kaphan ging als Verwalter auf den Hof von Kurt Hirsch in Grabowo in der Nähe von Dramburg. Diesen Hof konnte er bald selbst übernehmen. Die zuvor schon zitierte Webseite legt nahe, dass Hirsch seinen Hof Kaphan vererbt hat.

Über Berliner Freunde hatte der Rechtsanwalt und Politiker Erich Eyck erfahren, dass die Kaphans auf ihrem „Emiliehof“ genannten Gut zahlende Feriengäste beherbergten. So kam um 1928 der damals achtjährige Sohn der Eycks, der spätere Historiker Frank Eyck (*13. Juli 1921 in Berlin – †28. Dezember 2004 in Calgary), zum ersten Mal zu Besuch nach Ostpommern. Zusammen mit den drei Kaphan-Kindern Klaus (er nannte sich später Claudio), Annemarie (verheiratete Johnson) und Marianne (verheiratete Sarcinella) verbrachte er bis zur Auswanderung der Kaphans viele Ferien auf dem Emilienhof. Und auch seine beiden älteren Geschwister, Irene (* 1911, verheiratete Reuter) und Eleanor (*4. Oktober 1913 – 12. September 2009, verheiratete Alexander), sowie die Eltern waren dort häufig zu Gast. Eycks Erinnerungen beschreiben eine Idylle in der Endphase der Weimarer Republik:

„Aufgewachsen in einer großen Stadt, bot das Leben auf dem Bauernhof und die Arbeit eines erfahrenen Bauern wie Heinrich Kaphan, den ich sehr bewunderte, einen ausgezeichneten Ausgleich für mich. Ich freundete mich mit vielen der Pferde an, machte einige Ausritte, vor allem auf Ponys, viele Radtouren in der umliegenden Landschaft und ging in nahe gelegenen Seen schwimmen. In den Abendstunden hat Käte Kaphan, die alle Fähigkeiten einer Bäuerin kombinierte mit einer hervorragenden Ausbildung und großer Sensibilität, uns die deutsche Literatur vorgestellt und gelesen. Ich erinnere mich noch an die lebhafte Art und Weise, in der sie aus Stefan Zweigs Sternstunden der Menschheit einen Bericht über die Aktionen von Napoleons Marschall Grouchy während des Feldzugs vortrug, der in der Schlacht bei Waterloo gipfelte.“

Die engen Beziehungen zwischen den Kaphans und den Eycks waren, wie noch zu zeigen sein wird, für die Kaphans von großer Bedeutung.

Nach der Machtübernahme durch die Nationalsozialisten am 30. Januar 1933 passierte auch den Kaphans bald das, was Ernst Moritz Manasse in seiner Schrift The Jewish graveyard schon beschrieben hat: die zunehmende gesellschaftliche Isolierung der Juden im Dorf.

„Ich bin an sich mit Antisemitismus aufgewachsen. Mein Mädchenname war Manasse. Manasse war schon verdächtig genug. Ich habe schon in der Schule Antisemitismus erlebt. Wie sich das alles zuspitzte, wagte keiner mehr, mit einem zu verkehren. Auch unsere Gutsnachbarn kamen nicht mehr, es kam kein Mensch mehr zu dem Juden Kaphan! Man verkehrte früher miteinander, aber dann hörte das auf. Die waren dann kompromittiert, wenn sie die Juden einluden. […] Wie ich schon sagte, ich bin eine geborene Manasse, und da stand ein großer Zettel an unserem Haus, am Haus meiner Eltern, ‚Den einzigen, den ich hasse, ist der Jud Manasse‘. Und an diesem ‚schönen‘ Schild mußten wir immer vorbeigehen, wenn wir in die Schule gingen oder in die Stadt.“

Da diese Situation nicht nur für das Ehepaar Kaphan selber immer unerträglicher wurde, sondern vor allem auch für deren Kinder, die gleichfalls von allen sozialen Bezügen außerhalb der Familie abgeschnitten wurden, entschlossen sich die Kaphans, ihren Hof zu verkaufen und nach Brasilien auszuwandern. Wann sie diesen Entschluss gefasst haben, ist nicht klar. Die Absicht dazu muss jedoch in ihrem Freundeskreis, zu dem auch die in Berlin lebenden Eycks gehörten, schon früh bekannt gewesen sein, denn diese brachten die Kaphans mit einem anderen ausreisewilligen Paar zusammen, dem Frankfurter Rechtsanwalt Max Hermann Maier und dessen Ehefrau Mathilde (genannt Titti), mit denen die Eycks eng befreundet waren. Über diese schicksalhafte Begegnung berichtet Max Hermann Maier:

„Bei einem beruflichen Aufenthalt in Berlin gegen Ende des Jahres 1935 besprach ich unser eigenes Vorhaben mit älteren Freunden, die in Berlin lebten. Ich hoffte, sie würden mitmachen. Dazu konnten sie sich aber aus persönlichen Gründen nicht entschließen. Sie brachten aber meine Frau und mich mit dem jüdischen Landwirt Heinrich Kaphan aus Emilienhof bei Dramburg in Pommern in Verbindung. Dessen Pläne zur Auswanderung nach Brasilien waren schon weit gediehen. Nach einem telefonischen Anruf kam der rasch entschlossene Heinrich Kaphan schon am nächsten Tag nach Berlin. So kann ein einziger Tag im Leben eines Menschen für das ganze Leben bedeutsam werden. Für uns war es dieser erste Tag mit Heinrich Kaphan. Nach dem Kennenlernen wurden wir gleich darüber einig, Siedlungsland in Nordparaná gemeinsam zu erwerben und aufzuschließen. Dadurch hatte ich, der Großstädter und Jurist, einen sachverständigen Partner für unseren Besitz gewonnen. Kaphan ist mit seiner Familie noch vor uns im April 1936 nach Rolandia in Nordparaná ausgewandert.“

Die Kaphans, die zu Beginn der 1930er Jahre selber noch Angst hatten, aufgrund der wirtschaftlichen Situation ihren Hof zu verlieren, waren 1935 trotz behördlicher Schikanen in der Lage, ihr pommersches Gut zu einem einigermaßen akzeptablen Preis zu verkaufen. Das war möglich aufgrund eines besonderen Dreiecksgeschäfts zwischen einer englischen Landgesellschaft, die im Bezirk von Rolândia Farmparzellen an Siedler vermarkten wollte, dem Deutschen Reich, das Absatzmärkte für seine schwerindustriellen Güter suchte, und den aureisewilligen jüdischen und nicht-jüdischen künftigen Siedlern. Wie dieses Geschäft funktionierte, beschreibt Max Hermann Maier: 

„Mit den von deutschen Auswanderern an die Engländer bezahlten Markbeträgen kauften sie in Deutschland Eisenbahnmaterial und brachten es nach Brasilien. Solches Eisenbahnmaterial konnten die Deutschen damals am Weltmarkt nicht unterbringen, weil die deutschen Preise wesentlich höher lagen als die anderer Länder. Die Mehrbelastung ging allerdings zu Lasten der Landkäufer. Diese mußten von einem bestimmten Zeitpunkt an außerdem noch Abgaben zugunsten der Nazis an die Deutsche Golddiskontbank bezahlen und hatten bei der Auswanderung die Reichsfluchtsteuer zu entrichten, wenn ihr Vermögen mehr als 50000 Mark oder ihr Einkommen mehr als 20000 Mark betrug. Immerhin war der Paraná-Land-Transfer noch etwas günstiger als der Verkauf »jüdischer Auswanderer-Sperrmark«. Bei unserer Auswanderung im November 1938 haben wir schließlich für unsere Sperrmark nur noch 6 Prozent des Nennwertes in ausländischer Währung erhalten. Wir beteiligten uns mit 25000 Mark an dem Paraná-Transfer und bekamen als Gegenwert von den Engländern »Landbriefe«, die gegen Land in Nordparaná eingetauscht, aber auch zur Beschaffung von Betriebskapital an andere Personen verkauft werden konnten. Der Preis, den die Landgesellschaft in den Jahren 1936 bis 1939 für reines Urwaldland berechnete, belief sich auf 500 brasilianische Milreis für die Alqueire von 24200 Quadratmetern, den üblichen Größen-Maßstab für Ländereien. Fünfhundert Milreis machten damals etwa einhundert Deutsche Mark aus. So haben die Engländer uns und einer beachtlichen Anzahl von Nazi-Vertriebenen eine Grundlage für ein neues Leben in Brasilien geschaffen.“

Am 19. Oktober 1935 hat der vierzehnjährige Frank Eyck im Gästebuch des Emiliehofes einen Abschiedsgruß hinterlassen:

„Ich war oft hier, und oft habe ich schöne Ferien auf dem Emilienhof erlebt. Nun, wenn ich daran denken muss, dass dies das letzte Mal sein wird, dass in Zukunft jemand anderem der Emilienhof gehören wird, einem Fremden, dass Onkel Heinrich und Tante Käte von uns durch eine Reise von mehreren Wochen getrennt sein werden, halte ich inne vor dem schrecklichen Schicksal, das durch eine willkürliche Vorschrift das Leben umgewandelt hat. Ich wünsche Onkel Heinrich und Tante Käte, dass sie in Brasilien ein neues Zuhause finden, dass sie im Familienkreis ein freudvolles – wenn auch schwieriges Leben – führen können, so, wie sie es hier in den ersten elf Jahren ihrer Ehe gemacht haben.“

 Käte Kaphan hat dieses Gästebuch mit nach Brasilien genommen und aufbewahrt. Eyck erfuhr davon bei ihrem 80. Geburtstag.

## Brasilien
Eleanor Eyck, die Tochter von Erich Eyck, die sich wie ihr Bruder an viele schöne Ferienaufenthalte auf dem Emilienhof der Kaphans erinnern konnte, hatte 1932 das Abitur bestanden und studierte anschließend Medizin in Berlin und Heidelberg. Als ihr bewusst wurde, dass sie in Deutschland ihr Medizinstudium nicht würde fortsetzen können, ging sie im Mai 1933 zunächst als Au-Pair-Mädchen mit einer russischen Familie nach Paris und im Anschluss daran als Au-Pair nach London, wo sie nach einiger Zeit Französischlehrerin an einer Mädchenschule in Carlisle werden konnte. Dort erreichte sie 1935 ein Brief der Kaphans, die ihr anboten, mit nach Brasilien zu kommen und dort deren Kinder zu unterrichten.
Im Juni 1936 erreichte Eleanor Eyck zusammen mit den Kaphans von Hamburg aus den Hafen von Santos in Brasilien. Sie fuhren weiter nach São Paulo, wo sie Unterkunft in einer von einer deutschen Flüchtlingsfamilie betriebenen Pension fanden. Heinrich und Käte Kaphan blieben eine Woche, bevor sie sich auf den Weg nach Rolândia machten. Eleanor und die Kinder folgten ihnen eine Woche später. Ihre Zugreise dauerte vierundzwanzig Stunden, bevor sie Rolândia erreichten, den Endpunkt der Eisenbahnlinie.

Die Kaphans hatten derweil ein Haus übernommen, aus dem die Familie von Rudolf Isay, ebenfalls Freunde der Familie Eyck, ausgezogen waren, um auf ihrem eigenen Land zu siedeln. 

„Das Haus war ein quadratischer Kasten mit Wänden, die es in vier Räume und eine Küche teilten. Die Fenster hatten nur Läden und kein Glas. Neben den Betten dienten große Kisten als Möbel. Ein paar Meter entfernt gab es in einer kleinen Hütte ein Badehaus und Toiletten, aber weder fließendes Wasser noch Strom. […] Das einzige Transportmittel war das Pferd, selten ein vom Pferd gezogener Wagen.“

In diesem Haus nahm auch Eleanor Eyck den Unterricht auf. Als Arbeitstische dienten die Arbeitsplatte der geöffneten Nähmaschine und der Esstisch, ein Regal für die Schulbücher komplettierte die Einrichtung. Unterrichtet wurden zunächst die drei Kinder der Kaphans, zu denen bald auch noch die zwei Kinder der Isays hinzu kamen. Später, auf der Fazenda Jaù, lehrte Mathilde Maier die hebräische und jüdische Religion. Hier wurde dann auch ein als Schüler-Heim bekanntes Gebäude gebaut.

Die Kaphans waren ein der wenigen Familien, die in Rolândia siedelten und über praktische landwirtschaftliche Erfahrungen verfügten. 

„Nur sehr wenige der Emigranten, die im Urwald siedelten, waren vor ihrem Eintreffen gelernte Landwirte - so z. B. der Siedlungspartner von Max Hermann Maier, Heinrich Kaphan, und der spätere Wahlkonsul der Bundesrepublik Deutschland, Hermann Miguel Bresslau. Ein ausgesprochener Agrarexperte war Geert Koch-Weser, der Sohn von Erich Koch-Weser. Er war ausgebildeter Landwirt und hatte ein agrarwissenschaftliches Studium mit der Promotion bei Professor Friedrich Aereboe abgeschlossen.“

Die Kaphans spielten eine besondere Rolle in der neu gegründeten Siedlung:

„[Heinrich] war in der Lage, sich an die neuen Bedingungen in einer sehr bewundernswerten Weise anzupassen und war immer bereit, Ratschläge für weniger erfahrene Siedler zu geben. Heinrichs Hilfe war von unschätzbarem Wert, aber Kätes Einfluss war genauso wichtig. Ihr Charme, ihre Freundlichkeit und ihr herrlicher Sinn für Humor lösten viele aufkommenden Krisen. Woran ich mich am besten erinnere, ist ihr ansteckendes Lachen.“

 Viele Jahre später, am 10. Januar 1993, kommt Käte Kaphan in einem Brief an Frank Eyck noch einmal auf die besonderen Fähigkeiten ihres inzwischen verstorbenen Mannes zu sprechen. Sie glaubt, dass diese sich erst vor dem Hintergrund des schrecklichen jüdischen Schicksals hätten entwickeln können, das sie gezwungen habe, in eine weit entfernte fremde Welt zu fliehen und ein neues Leben aufzubauen. Ohne das, so meint sie, wären Heinrichs Begabungen unbekannt geblieben.

Das eigentliche Farmgelände, das die Kaphans zusammen mit den Maiers später bewirtschafteten und auf den Namen „Fazenda Jaù“ tauften, lag acht Meilen entfernt von dem ersten Stützpunkt, den sie sich in Rolândia eingerichtet hatten, und musste erst noch urbar gemacht werden.

„Im Dschungel, etwa acht Meilen von Rolândia entfernt, hatte Heinrich Kaphan sein Land ausgewählt – neben seiner Unterstützung und Beratung anderer Siedler. Bei der Landverteilung hatte die Company [die britische Paraná Plantations Ltd.] darauf geachtet, dass jede Parzelle über eine eigene Wasserressourcen verfügte. Nach drei Monaten extrem harter Arbeit und all den Gefahren beim Bäumefällen und dem Niederbrennen des Dickichts hatte Heinrich einen Teil seines Urwaldes erschlossen, unterstützt von einer angeheuerten einheimischen Familie mit zwei Söhnen und zwei Töchtern, die im Haus halfen. Allmählich verwandelte sich ihr Land in eine erfolgreiche Fazenda. Die Kaphans und Maiers waren in ihre neuen Farmhäuser gezogen, der erste Reis gedieh, ebenso Kaffee, Baumwolle, Mais und Weizen, und jetzt hauptsächlich Orangenbäume. Zuweilen beschäftigten sie sich in gemischter Landwirtschaft mit Hühnern und Kühen. Der Jaù, ein Bach, der ihr gesamtes Land durchzog, konnte bald zur Stromerzeugung genutzt werden und eine Mühle antreiben.“

Die in dem Zitat angedeutete Unterstützung und Beratung anderer Siedler, die Heinrich Kaphan leistete, aber auch sein Partner Max Hermann Maier, zeigt sich an zwei Beispielen ganz konkret:
- Hans Rosenthal (* 27. August 1919 in Wetzlar – † 1973 in Rolândia) kam 1938 vom Lehrgut Groß Breesen nach Rolandîa. 1939 folgte ihm aus Berlin seine Frau, Inge M. Rosenthal (1915–1999). Nach seiner Ankunft fand Hans Rosenthal zunächst Unterkunft auf der „Fazenda Jaú“ und wurde von „Heinrich Kaphan, dem Besitzer und einzigen Landwirt von Haus aus, in die Schule genommen. Später, unter Kaphans Leitung, übernahm er Verwaltungen in näherer und weiterer Entfernung.“ Die eigene Fazenda, die Hans Rosenthal dann aufbaute, nannte er „Fazenda Nova Breesen“.[13]
Leider war Hans Rosenthal der einzige Groß-Breesener, der nach Rolândia kommen konnte, obwohl Maier und die Kaphans Experten waren für die Auswanderung jüdischer Jugendlicher nach Brasilien. In Groß-Breesen hatten viele jüdische Jugendliche als Vorbereitung auf ihr neues Leben eine landwirtschaftliche Ausbildung erhalten. Die Ansiedlung dieser Gruppe junger Juden hat sich jedoch wegen der deutschen Bürokratie und dem Antisemitismus des Vargas-Regimes das ihnen die Einreisevisen verweigerte, zerschlagen.[11]
- 1939 war Heinrich Kaphan an den Vorbereitungen zur Gründung einer weiteren Siedlung im Bundesstaat Paraná beteiligt. Die Jewish Agricultural Settlement Corporation, der US-amerikanische Ableger der Juedischen Landarbeit GmbH (JLA) war bei seiner Suche nach Siedlungsmöglichkeiten für im Deutschen Reich verfolgte Juden auf den Bundesstaat Paraná aufmerksam geworden. Heinrich Kaphan und Max Hermann Maier begannen mit Vorbereitungen für eine Siedlerkolonie. Doch aufgrund von Schwierigkeiten mit der brasilianischen Regierung wurde das Projekt niemals verwirklicht.[14]

Käte Kaphans Mutter, Clara Manasse (geb. Wohl, 1881–1967), übersiedelte 1936 nach dem Tod ihres Mannes von Dramburg nach Berlin und konnte 1940 von hier aus zu ihrer Tochter nach Brasilien ausreisen. Sechs Geschwister von ihr und drei ihres Mannes wurden in Vernichtungslagern ermordet. Auch Ernst Moritz Manasses Ehefrau Marianne wurde die Fazenda der Kaphans vorübergehend ein Zufluchtsort. Auf ihrer Flucht aus Europa in die USA machte sie hier Zwischenstation.

## Ein Blick in die 1990er Jahre
Im Frühjahr 1990 besuchte Frank Eyck Käte Kaphan und Mathilde Maier in Rolândia. Seine erste Wahrnehmung betrifft das völlige Verschwinden des Urwalds. In den Gründungsjahren hätten die Siedler Teile des Urwalds unberührten gelassen. Mit der Zeit aber, bedingt durch gestiegene steuerliche Belastungen seien alle Erinnerungen an den einstigen Dschungel verschwunden. Ruth Kaphan, die Frau von Claudio und Kätes Schwiegertochter, versuche deshalb, auf einer Fläche, der ursprünglichen Vegetation wieder die Möglichkeit zu geben, sich selbst zu entwickeln. Ansonsten aber sei die Fazenda Jaù ein prachtvolles Anwesen mit einer üppigen Vegetation und ertragreichen Gärten. Wie alle anderen auch, sei sie an das öffentliche Stromnetz angebunden, und die einstigen Emigranten seien wohlangesehen Farmer. Was aber einst die Gründung von Rolândia erst ermöglicht und den in Deutschland Verfolgten die Chance zur Auswanderung geboten hatte, war nun nicht mehr von Bedeutung: die Eisenbahn. Deren Schienen, die einst Hauptgegenstand des Dreiecksgeschäfts gewesen waren, in dessen Folge die auswanderungswilligen Deutschen Land rund um Rolândia erwerben konnten, waren überwachsen und verlassen, Straßen hatten sie ersetzt.
Auch soziales Engagement gehörte für die Kaphans noch zum Alltag: Ruth, ausgebildete Lehrerin, führte nun eine Schule für Arbeiterinnen, in der diese Lesen und Schreiben lernen konnten, Nähen und Stricken. Und auch die Kinder und Babys der Arbeiterinnen konnten zu diesem Unterricht mitgebracht werden. Einer Gruppe von Hausfrauen gab sie einen fantasievollen Englischunterricht, der Alltagsgeschehen einbezog oder bei dem dem Kochen spezieller Gerichte ein Fest folgte, um die gerade produzierten Mahlzeiten zu genießen. Und auch Käte Kaphan war trotz ihres hohen Alters noch immer an dem interessiert, was in Brasilien passierte: die Not der brasilianischen Wirtschaft, Inflation und Korruption. Schmerzhaft aber blieb der Blick zurück, alte Narben brachen auf, wenn sie an die jüdische Situation in den Jahren 1933–1945 erinnert wurde. Bilder oder Bücher, die sie mit den damaligen Ereignissen konfrontierten, vermochte sie nicht zu ertragen.

## Bilder
- Einen Eindruck von den ersten Häusern in Rolândia gibt das folgende Bild: PRIMEIRA CASA DE KLAUS KAPHAN E FAMÍLIA EM ROLÂNDIA 1936
- Heinrich Kaphan in the field of his farm, Parana, Brazil, 1937